# Plagiothecium demissum
Plagiothecium demissum là một loài Rêu trong họ Plagiotheciaceae. Loài này được (Wilson) Dixon miêu tả khoa học đầu tiên năm 1896.